# نهادهای عمومی غیردولتی در ایران
مؤسسات و نهادهای عمومی غیردولتی از نظر ماده ۵ قانون محاسبات عمومی کشور واحدهای سازمانی مشخصی هستند که با اجازه قانون به‌منظور انجام وظایف و خدماتی که جنبه عمومی دارد، تشکیل شده یا می‌شود.

## فهرست نهادها و مؤسسات عمومی غیردولتی در ایران
قانون فهرست نهادها و مؤسسات عمومی غیردولتی مصوب سال ۱۳۷۳٫۰۴٫۲۹ دوره چهارم مجلس شورای اسلامی به ریاست علی‌اکبر ناطق نوری این نهادها را تعریف نمود، که البته در گذر زمان با الحاقیاتی به تعداد این نهادها به شرح زیر افزوده گردیده‌است:
- شهرداری‌ها و شرکت‌های تابعه آنان مادام که بیش از ۵۰ درصد سهام و سرمایه آنان متعلق به شهرداری‌ها باشد
- بنیاد مستضعفان انقلاب اسلامی
- هلال احمر
- کمیته امداد امام خمینی
- بنیاد شهید انقلاب اسلامی
- بنیاد مسکن انقلاب اسلامی
- کمیته ملی المپیک ایران
- بنیاد پانزده خرداد
- سازمان تبلیغات اسلامی
- سازمان تأمین اجتماعی
- فدراسیون‌های ورزشی آماتوری جمهوری اسلامی ایران
- مؤسسه‌های جهاد نصر، جهاد استقلال و جهاد توسعه
- شورای هماهنگی تبلیغات اسلامی
- کتابخانه آیت‌الله مرعشی نجفی (قم)
- جهاد دانشگاهی
- بنیاد امور بیماری‌های خاص
- سازمان دانش‌آموزی جمهوری اسلامی ایران
- صندوق بیمه روستائیان و عشایر
- صندوق تأمین خسارت‌های بدنی
- سازمان تعاونی مصرف کادر نیروهای مسلح (اتکا)
- کمیته ملی پارالمپیک ایران
- صندوق نوآوری و شکوفایی
- صندوق کارآفرینی امید[۳]
- صندوق حمایت از قهرمانان و پیشکسوتان ورزش کشور[۴]
- نهاد کتابخانه‌های عمومی کشور[۵]
- صندوق حمایت از توسعه مدارس غیردولتی[۶]
- صندوق ملی محیط زیست[۷]
- دانشگاه آزاد اسلامی

## مقایسه با سایر کشورها
در قوانین ایران نهاد عمومی غیردولتی نباید با سازمان مردم‌نهاد یا سازمان غیردولتی یا سازمان غیرحکومتی یا (به انگلیسی: Non-governmental organization) یا (به انگلیسی: NGO) اشتباه شود.
مفهوم مشابه در قوانین انگلیس عبارت از Non-Departmental Public Body یا NDPB یا Quango می‌باشد.